# اوتاوا (مینه‌سوتا)
اوتاوا (به انگلیسی: Ottawa) یک منطقهٔ مسکونی در ایالات متحده آمریکا است که در مینه‌سوتا واقع شده‌است. اوتاوا ۲۴۲٫۹۳ متر بالاتر از سطح دریا واقع شده‌است.